# Rudolf Felder
Rudolf Felder (Wenen, 2 mei 1842 - aldaar, 29 maart 1871) was een Oostenrijks jurist en entomoloog.
Het voornaamste studieobject, zowel van zijn vader, baron Cajetan von Felder, als van hemzelf waren vlinders (Lepidoptera) waarvan ze een enorme collectie opbouwden. Deze collectie is grotendeels bewaard en maakt onderdeel uit van de collecties van het Naturhistorisches Museum Wien en het Natural History Museum te Londen. Felder stierf op achtentwintigjarige leeftijd.
Felder is de erkende auteur van circa driehonderd taxons.

## Publicaties
- 1859 – Lepidopterologische Fragmente. Wiener Entomologische Monatschrift 3:390–405. – (co-auteur samen met Felder C.)
- 1860 en 1861 – Lepidopterorum Amboinensium a Dre L. Doleschall annis 1856 – 1868 collectorum species novae, diagnostibus collustratae. Sitzungsberichten der k. Akademie der Wissenschaften zu Wien, Jahr.
- 1865 – Reise der österreichischen Fregatte Novara um die Erde. . . .. Zool. Theil. Vol. 2, Part 2. Lepidoptera. (Wien.) (co-auteur samen met Felder C. en Alois Friedrich Rogenhofer)